# Osni Cardoso
Osni Cardoso de Araújo (Serrinha, 9 de dezembro de 1973), é um político e pedagogo brasileiro, formado pela Universidade do Estado da Bahia. Ocupou o cargo de prefeito de Serrinha entre 2009 até 2016. Atualmente está licenciado o cargo de deputado estadual da Bahia para ocupar o cargo de secretário do Desenvolvimento Rural da Bahia. Atualmente é casado com Priscila Oliveira e tem quatro filhos.

## Biografia
Osni Cardoso nasceu na comunidade da Bela Vista, Zona Rural de Serrinha, filho de Pedro Joaquim de Araújo e Alzira Cardoso de Jesus. Sua educação básica se deu no Colégio Estadual Aloísio Carneiro, na comunidade em que morava, onde tornou-se Coordenador do Grupo Jovem de Bela Vista e da Pastoral da Juventude (PJ) em Ichú. Ainda pela Igreja, foi assessor da PJ Arquidiocesana em Feira de Santana. 
Como estudante da UNEB, em 1998/1999 participou ativamente das reuniões e pesquisas socioeconômicas para o Plano Diretor Urbano de Serrinha. Fundou o pré-vestibular social "Universidade e Comunidade - UNICOM (curso pré-vestibular para estudantes com baixa renda), que serviu de referência para o programa Universidade Para Todos, pré-vestibular mantido pela Secretaria de Educação do Estado da Bahia, foi coordenador geral do Diretório Central dos Estudantes da UNEB, foi membro da comissão de cotas de políticas afrodescendentes da UNEB, lutou pela implantação das Residências Universitárias da UNEB uma nova cara ao movimento estudantil. Sua formação superior foi concluída em 1999, ele cursou pedagogia no Campus XI da Universidade Estadual da Bahia (UNEB). 
Osni também foi articulador e parceiro no efetivo apoio aos grêmios estudantis e aos núcleos políticos, rurais e urbanos. Esteve membro do diretório estadual do PT, militante do Movimento dos Trabalhadores Sem-Terra (MST) e presidente do Partido dos Trabalhadores (PT) em Serrinha. Todas as socializações e experiências contribuíram para o seu ingresso e sucesso na política em Serrinha, conseguindo excelente cotação como candidato a vereador em 2004 (sendo o mais votado do PT) e a Deputado Estadual em 2006.
Sua dedicação e luta pelas causas sociais foram um dos impulsionadores em 2008, ano em que foi eleito prefeito de Serrinha com 21.184 votos (56.50%). Com um governo pautado na ética, no respeito ao cidadão, na busca por melhores condições de vida e pelo desenvolvimento pleno de sua cidade, foi reeleito nas eleições 2012 com 24.142 votos (59,36%).
Osni ainda foi presidente do CONSISAL (Consórcio Público de Desenvolvimento Sustentável do Território do Sisal) e eleito primeiro presidente da FECBAHIA (Federação dos Consórcios Públicos da Bahia), criada para o desenvolvimento de política territorial, com objetivo fomentar as ações desenvolvidas pelos Consórcios Públicos da Bahia.
Em 2017 ocupou a chefia da assessoria especial do governador do Estado da Bahia, Rui Costa. Em outubro de 2018 foi eleito Deputado Estadual com 46.212 votos, desenvolvendo importantes trabalhos voltados para os setores da agricultura familiar, infraestrutura, educação e saúde. Em 2021 foi escolhido líder da maior bancada petista do Nordeste: o PT na ALBA.
Nas eleições de 2022, Osni concorreu mais uma vez ao legislativo baiano, tendo êxito e se consagrando como o 3º mais votado do Partido dos Trabalhadores, com 77.624 votos.

### Atividade profissional
Osni atuou como professor no Centro de Educação Municipal Oliveira Brito (CEMOD), Araci, 2000, e no Colégio Municipal Maria Dalva, Serrinha, 2001. Também atuou como assessor parlamentar do Deputado Luiz Alberto, 2003, e assessor parlamentar do então vereador Rui Costa, 2005. Em 2015, foi presidente da Federação dos Consórcios Públicos do Estado da Bahia. Em 2017, foi funcionário do Gabinete do Governador da Bahia, lá atuou como Assessor Especial do Governador.

### Política
Candidatou-se pela primeira vez a vereador de Serrinha em 2004, obteve 1.056 votos (2,55%) e não conseguiu ser eleito. Em 2006, candidatou-se ao cargo de deputado estadual, obteve 13.979 votos (0,22%) e não se elegeu. Em 2008, lançou candidatura tendo Adriano Lima como vice-prefeito, foi eleito onde derrotou o empresário Lulu Novais e a então prefeita Tânia Lômes. Em 2012, Osni reelegeu-se onde derrotou seu então vice Adriano Lima, que concorria ao cargo de prefeito. Em 2018, foi eleito deputado estadual da Bahia com 46.212 votos. Nas eleições de 2022, Osni concorreu mais uma vez ao legislativo baiano, tendo êxito e se consagrando como o 3º mais votado do Partido dos Trabalhadores, com 77.624 votos. Atualmente está licenciado o cargo de deputado estadual da Bahia para ocupar o cargo de secretário do Desenvolvimento Rural da Bahia. 

## Gestão municipal
Osni foi o responsável por diversas obras de infraestrutura no município de Serrinha, incluindo asfaltamento, calçamento e construção da Praça do Vaqueiro e reformas de praças, como a Praça da Matança e a Praça da Bandeira. Na educação, foi implantado o Instituto Santos Dumont.
A gestão de Osni foi marcada por instabilidade política. Houve diversas greves, principalmente por parte dos funcionários da educação, devido ao atraso de pagamento, ausência de aumento dos salários e falta de manutenção nas escolas, o que acarretou em alunos estudando com guarda-chuvas dentro de determinadas salas de aulas. Também correram diversas e reportagens jornalísticas no município onde denunciavam esses ocorridos. Na saúde, o município só tinha duas ambulâncias, ambas em mau estado de conservação, e uma UPA chegou a ser inaugurada com gato de energia elétrica e sem blindagem na sala de raio-x.

### Polo de Educação Territorial
A gestão de Osni foi marcada por transformações significativas no campo educacional. Com uma forte articulação política e visão estratégica, o município alcançou conquistas notáveis, consolidando-se como um polo de educação no território do Sisal.
Entre os destaques, está a instalação da 3ª Escola de Educação Científica do país, um marco para o Estado. Além disso, Serrinha recebeu um campus do IFBAiano e o Centro Territorial de Educação Profissional (CETEP Sisal), ampliando as oportunidades de formação técnica e superior para jovens e adultos.

## Eleições 2020
Após recorrer pela perda dos direitos políticos, Osni teve sua candidatura deferida e concorreu, novamente, para prefeito de Serrinha. Em sua candidatura, Osni encabeçou a coligação "A Força do Trabalho" e fez uma frente ampla, com os seguintes partidos: PT, Podemos, PL, PSDB, PSD, PCdoB, PDT, DEM e PTB. Teve como apoiadores, até nomes que que já haviam sido opositores anteriormente, como o empresário Vardinho Serra, o empresário e ex-vice prefeito de Serrinha, Berg da Aragon, que decidiu, de última hora, retirar sua candidatura para apoiar Osni, a empresária e ex-prefeita Tânia Lômes e Mariana Cunha, sua candidata a vice-prefeita, que na eleição anterior foi eleita vereadora apoiando Adriano Lima, opositor político de Osni Cardoso.
Osni perdeu a eleição com 18.719 votos (40,76% dos votos válidos).

## Escândalos e operações policiais
Em 2013, Osni anunciou a construção do SAMU no município na cidade de Serrinha. Chegou a colocar outdoor e fazer publicações no Facebook. O SAMU não chegou em sua gestão.
Em 2016, Osni entregou a prefeitura com uma obra inacabada no hospital municipal da cidade. A obra foi para tomada de contas especial, e gerou uma multa de 1 milhão de reais ao município.
Durante sua gestão, o município foi contemplado com quatro creches modelo. As mesmas nunca foram concluídas. Segundo relatório do CGU, todas foram construídas de fachada e foram superfaturadas no valor de R$232.876,64. O mesmo relatório também concluí que Osni Cardoso contratou uma cooperativa de fachada e superfaturou a compra de leite.

### Condenações
Em 2018, foi condenado à perda de direitos políticos por 3 anos por irregularidades na aplicação de recursos federais pelo Ministério Público Federal (MPF);
Em 2019, Osni foi condenado à prisão por malversação de recursos do FUNDEB;
Em 2020, por causa de uma obra de calçamento que Osni iniciou no bairro do Novo Horizonte, Osni foi condenado a ressarcir R$ 543.939,12 ao erário público;
Em 2020, TCE-BA condenou Osni Cardoso a devolver R$230 mil aos cofres públicos pelo caso do "Piscinão". Onde o dinheiro da obra foi gasto, mas a obra não foi concluída.

## Desempenho Eleitoral
| Ano  | Eleição               | Cargo             | Partido                                                                          | Partido | Coligação            | Vice   | Votos  | Votos | Votos      | Resultado  | Ref |
| Ano  | Eleição               | Cargo             | Partido                                                                          | Partido | Coligação            | Vice   | Total  | %     | P.         | Resultado  | Ref |
| ---- | --------------------- | ----------------- | -------------------------------------------------------------------------------- | ------- | -------------------- | ------ | ------ | ----- | ---------- | ---------- | --- |
| 2004 | Municipal de Serrinha | Prefeito          |                                                                                  | PT      |                      | -      | 1.056  | 2,56% |            | Não eleito |     |
| 2006 | Estadual da Bahia     | Deputado Estadual | A Bahia de Todos Nós (PT, PMDB, PSB, PTB, PPS, PCdoB, PRB, PV, PMN)              | PT      | -                    | 13.979 | 0,22%  |       | Não eleito |            |     |
| 2008 | Municipal de Serrinha | Prefeito          | (PT, PTdoB, PSDC, PPS, PV, PTN)                                                  | PT      | Adriano Lima (PTdoB) | 21.184 | 56,50% |       | Eleito     |            |     |
| 2012 | Municipal de Serrinha | Prefeito          | Serrinha Para Fazer Muito Mais (PT, PSL, PR, PPS, PHS, PTC, PSB,PV,PSD, PCdoB)   | PT      | Gika (PSB)           | 24.142 | 59,36% |       | Eleito     |            |     |
| 2018 | Estadual da Bahia     | Deputado Estadual | Força do Trabalho Pela Bahia (PT, PMB, PSD, PR, PDT, PODE, PRP, PP, PSB, Avante) | PT      | -                    | 46.212 | 0,66%  | 54°   | Eleito     |            |     |
| 2020 | Municipal de Serrinha | Prefeito          | A Força do Trabalho (PT, PODE, PL, PSDB, PSD, PCdoB, PDT, DEM, PTB               | PT      | Mariana Cunha (PSD)  | 18.719 | 40,76% | 2°    | Não eleito |            |     |
| 2022 | Estadual da Bahia     | Deputado Estadual | Fe.Brasil (PT, PCdoB, PV)                                                        | PT      | -                    | 77.624 | 0,98%  |       | Eleito     |            |     |